# Деббі Маєр
Деббі Маєр (англ. Debbie Meyer; нар. 14 серпня 1952) — американська плавчиня.
Олімпійська чемпіонка 1968 року.
Переможниця Панамериканських ігор 1967 року.